# Jørgen Vig Knudstorp
Jørgen Vig Knudstorp (født 21. november 1968) er en dansk erhvervsleder, der fra 2004 til 2016 var administrerende direktør og fra 1. januar 2017 bestyrelsesformand for LEGO Group.

## Uddannelse
Knudstorp gik på Fredericia Gymnasium, hvor han blev student i 1987. Herefter kom han ind på Aarhus Universitet, hvor han blev færdiguddannet cand.oecon. i 1995 og efterføglende ph.d. i 1998 fra Aarhus Universitet. Han har også studeret på Cranfield School of Management (Executive MBA) og arbejdede fra 1998 som konsulent i McKinsey and Company.

## Karriere
I 2001 kom han til LEGO, hvor han blev ansat i afdelingen for strategisk udvikling. I 2002 blev han direktør for koncernens afdeling for Global Strategic Development & Alliance Management for året efter at blive vicedirektør med ansvar for strategisk udvikling. Knudstorp fulgte i 2004 Kjeld Kirk Kristiansen som koncernchef.
Han blev i 2006 kåret til Årets leder.
Knudstorp forlod 1. januar 2017 posten som administrerende direktør for at overtage posten som arbejdende bestyrelsesformand for Lego A/S. Samtidig blev han bestyrelsesformand i Lego Brand Group, som ejer varemærket Lego.
I 2017 blev Knudstorp en del af bestyrelsen i Starbucks.